# Miguel Gila
Miguel Gila Cuesta (* 13. März 1919 in Madrid; † 13. Juli 2001 in Barcelona) war ein spanischer Komiker und Schauspieler.

## Leben
Gila, der im Madrider Stadtteil Chamberí geboren wurde, schloss sich der republikanischen Jugendbrigade (Juventudes Socialistas Unificadas) im Spanischen Bürgerkrieg an und entkam nach der Gefangennahme durch franquistische Truppen nur knapp der Exekution. Während der daraus erfolgenden Haft wurde sein Witz und seine Komik offenbar, sodass er nach seiner Entlassung zunächst als Cartoonist, später als Entertainer in Nachtclubs und im Radio arbeitete; später auch im Fernsehen.
In den späten 1960er Jahren verlegte er seinen Lebensmittelpunkt nach Argentinien, wo er eine Theatergruppe leitete; 1985 zog er mit Übergang in den Ruhestand nach Spanien zurück.
Gila spielte auch in etwa 20 Filmen und war Herausgeber etlicher Bücher.

## Filmografie (Auswahl)
- 1958: Hoch die Illusion! (¡Viva lo imposible!)
- 1963: Ein fast anständiges Mädchen

## Bücher
- De Gila con humor. Editorial Fundamentos, Madrid 1985.
- Yo muy bien y usted?. Ediciones Temas de Hoy, Madrid 1994.
- Y entonces nací yo. Ediciones Temas de Hoy, Madrid 1995.
- Memorias de un exilio. Ediciones Universidad Salamanca, Salamanca 1998.
- Encuentros en el más allá. Ediciones Temas de Hoy, Madrid 1999.
- Siempre Gila: Antología de sus mejores monólogos. Aguilar, Madrid 2001.
- Cuentos para dormir mejor. Planeta, Barcelona 2001.
- Tipologilas. Círculo de Lectores, Barcelona 2002.